# 오페라 코미크 (파리)

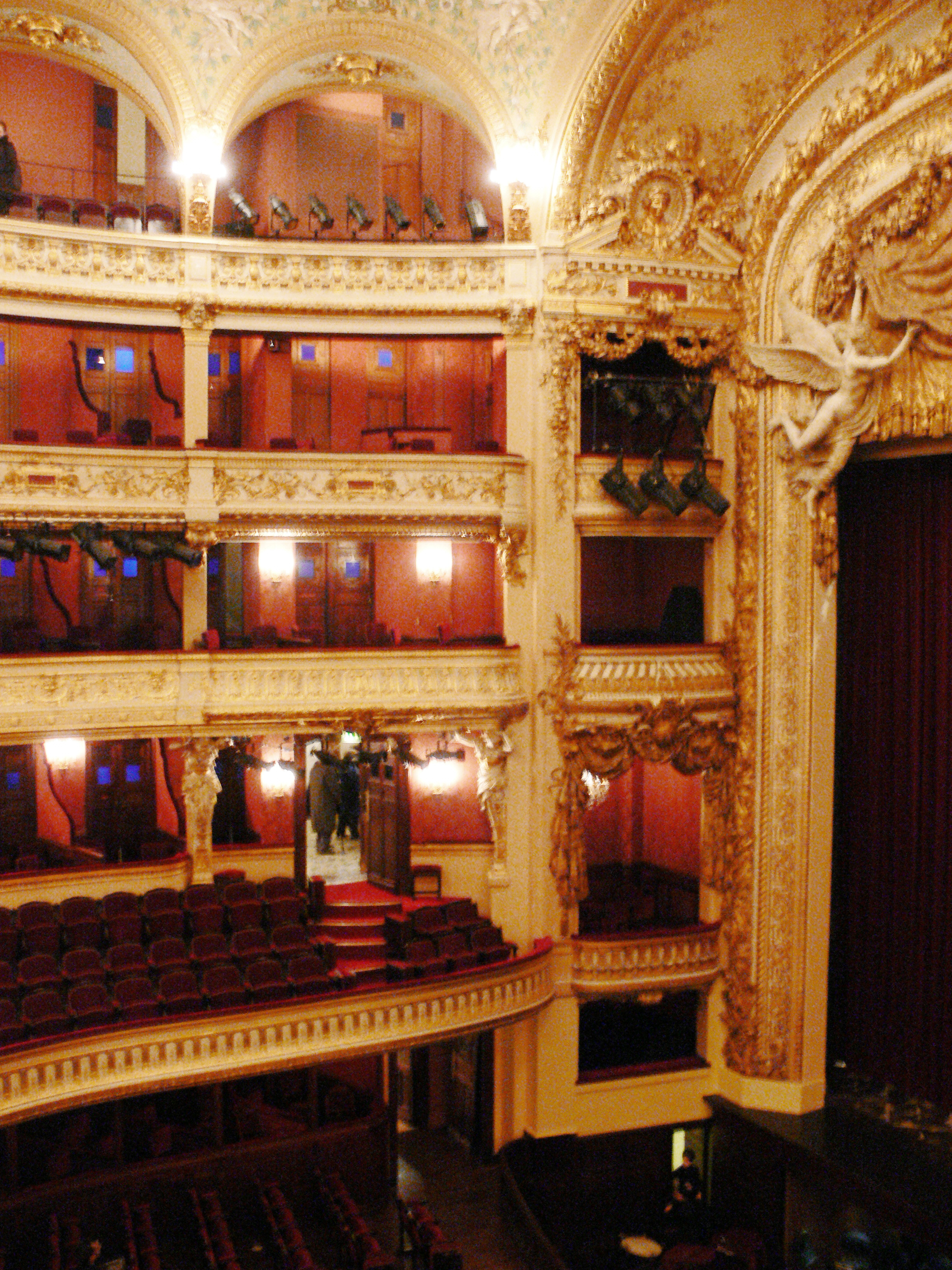
오페라 코미코의 내부

오페라 코미크(프랑스어: Opéra-Comique)는 프랑스 파리시에 위치한 오페라단과 오페라 극장이다. 건물은 파리의 Place Boieldieu 안의 제2 지구(IIe arrondissement)에 위치하며, 근처에 파리 주식 거래소(Paris Bourse)가 있으며, 음악 왕립 아카데미의 상주지인 가르니에 궁에서 그리 멀리 떨어지지 않은 곳에 자리잡고 있다.
오페라 코미크 오페라단은 그 당시 유럽 대륙을 장악하던 이탈리아 오페라에서, 프랑스 오페라를 보호, 발전시키기 위해서 1714년에 창립되었다. 오페라 코미크의 공연물들은 적은 형식적 요구항목으로 음악 왕립 아카데미의 것과 확연히 구별된다. 프랑스 오페라 코미크는 적어도 19세기에는 희극 양식이 아니었다. 이 용어에는 더 넓은 분류의 작품들이 포함된다.
오페라 코미크 역사에서 유명한 작곡가로는 오베르, 알레비, 베를리오즈, 비제, 보크샤 (Charles Bochsa)가 있다.